# 傅佥

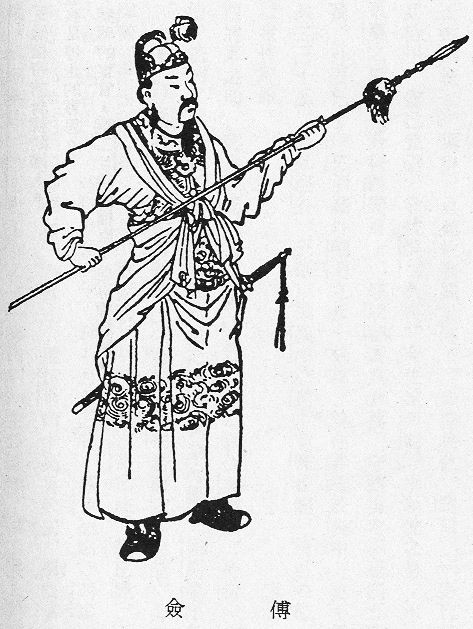
傅佥

傅佥（？—263年），义阳（今河南信阳）人，傅肜之子，蜀漢左中郎、關中都督。

## 生平
傅僉之父傅肜在刘备討伐東吴的夷陵之戰时英勇战死。傅佥以父亲的功劳，官拜左中郎，后来做到关中都督。
景耀六年（263年），曹魏發動魏滅蜀漢之戰，傅僉临危受命，鎮守陽安關，當時的人都稱許他與父親二人是「奕世忠义」。傅僉最終因蜀將蔣舒臨陣背叛，引魏將胡烈襲擊陽安關，傅僉力戰之下阵亡。

## 家庭
- 傅肜，傅僉之父，蜀漢將軍。
- 傅佥的儿子傅著、傅募，后来被没入奚官，被赦免为庶人。[3]

## 評論
- 司馬炎：“漢將軍傅僉，前在關城，身死不顧，僉父亦盡節於漢，天下之善一也，豈由彼此以為異哉！”[4]
- 陳壽 ：論者嘉其父子奕世忠義。
- 羅貫中 ：一日抒忠憤，千秋仰義名。寧為傅僉死，不作蔣舒生。[5]

## 资料来源
1. ↑  《三國志·季漢輔臣贊》
2. ↑  《資治通鑑·卷七十八》
3. ↑  《蜀記》載晉武帝詔曰：「蜀將軍傅僉，前在關城，身拒官軍，致死不顧。僉父肜，復為劉備戰亡。天下之善一也，豈由彼此以為異？」僉息著、募，後沒入奚官，免為庶人。
4. ↑  《蕭氏續後漢書·卷二十一》
5. ↑  《三國演義·第116回》